# Aparasphenodon venezolanus
Aparasphenodon venezolanus är en groddjursart som först beskrevs av Mertens 1950.  Aparasphenodon venezolanus ingår i släktet Aparasphenodon och familjen lövgrodor. IUCN kategoriserar arten globalt som livskraftig. Inga underarter finns listade i Catalogue of Life.